# Linum katiae
Linum katiae är en linväxtart som beskrevs av Lorenzo Peruzzi. Linum katiae ingår i släktet linsläktet, och familjen linväxter. Inga underarter finns listade i Catalogue of Life.